# Швагирев, Максим Игоревич
Максим Игоревич Швагирев (род. 12 августа 1994, Невинномысск, Ставропольский край) — российский футболист, вратарь.

## Карьера
Воспитанник «Кубани». В детстве помимо футбола пробовал свои силы в баскетболе. Начинал свою карьеру в молодёжном составе краснодарцев. Затем несколько лет голкипер выступал за различные команды южной группы второго дивизиона. В сентябре 2018 года отыграл за «Черноморец» матч Кубка России против московского «Спартака» (0:1). В мае 2019 года в составе «Черноморца» принимал участие в скандальном матче с «Чайкой», который многие эксперты почитали договорным.
Летом 2019 года перешёл в московский «Арарат», с которым вскоре разорвал контракт. В сентябре в качестве свободного агента заключил контракт с армянской командой «Ноа». В местной премьер-лиге Швагирев дебютировал 28 июня 2020 года в гостевой игре против «Алашкерта» (1:0), в которой он сыграл на ноль.
В первой половине 2023 года играл за московскую команду «Родина-М» во Второй лиге, затем перешёл в медиафутбольную команду «Родина Медиа», в составе которой сыграл в Кубке России против вологодского «Динамо» (0:3).

## Достижения
- Обладатель Кубка Армении: 2019/20
- Обладатель Суперкубка Армении: 2020
- Победитель зоны «Юг» Первенства ПФЛ: 2014/15.